# Лазарян, Тер-Усик Беникович
Тер-Усик Беникович Лазаря́н (арм. Տեր-Հուսիկ Լազարյան, 23 февраля 1955, Ереван — 19 февраля 2015, там же) — армянский политический деятель и священник.
- 1972—1977 — филологический факультет Ереванского государственного университета.
- 1974—1979 — рабочий на Ереванском алюминиевом заводе.
- 1979—1981 — духовную семинарию в Эчмиадзине. Священник.
- 1981—1987 — педагог, а затем секретарь в Эчмиадзинской духовной семинарии.
- 1987—1992 — был священником в церкви имени Святой Марины.
- С 1992 — председатель правления «АОД».
- 1995—1999 — избран депутатом парламента. Член «АОД».

Скоропостижно скончался 19 февраля 2015 года от инфаркта миокарда.